# 坂井哲史
坂井 哲史（さかい てつし、1948年 - ）は日本の実業家。株式会社J・ARTグループの代表取締役会長。焼肉屋さかいの創業者で元オーナー。

## 来歴
岐阜県各務原市出身。愛知学院大学商学部経営学科卒業。
岐阜プラスチック工業株式会社に入社し、東京支店営業部にて3年勤務後、独立。
1973年、家業の会社を合資会社美濃坂に社名を変更して、刀剣諸工作武道用居合刀の製造を創業し全国に販売網を構築。
終戦まで祖父が営業していた旅館、料理屋の商いのおもしろさに感化し、31歳の時に飲食業にも進出。餃子の王将、洋風酒場白札屋の運営、焼肉屋さかい、カラオケハウス歌エ門等多業態の業態開発を行う。
1993年9月焼肉屋さかいの１号店と２号店を出店。6年間に120店舗達成。株式会社J・ARTフーズの社名を株式会社焼肉屋さかいに変更、1999年11月株式を店頭登録（JASDAQ上場）。焼肉屋さかいにて業態開発した業種はまるさ水産、とりバックス、元町珈琲など、多方面の業態に渡る。
2008年喫茶マーケットの将来性に再度チャレンジ。さかい珈琲１号店を岐阜市田神に出店、現在に至る。

## 著作
- すぐやれ!とことんやれ!!―「焼肉屋さかい」が打って出る リュウ・ファウンダーズ 2001年